# Ahmad (Rapper)
Ahmad Ali Lewis (* 12. Oktober 1975 in Los Angeles, Kalifornien, USA) ist ein US-amerikanischer Rapper der Stilrichtung Westcoast-Hip-Hop. Er ist vor allem bekannt für seine Single „Back in the Day“, die er unter seinem Vornamen veröffentlichte.

## Biografie
Ahmad Ali Lewis wuchs als Sohn eines muslimischen Musikers und einer christlichen Pfarrerin in South Central Los Angeles auf, einer Gegend, die als sozialer Brennpunkt bekannt ist und in der Gangs und Drogen eine wichtige Rolle spielen. Seinen Vater sah er jedoch nur selten, nachdem seine Eltern sich scheiden ließen. In der Highschool war er ein guter Schüler und hervorragender Football-Spieler als Runningback. Dennoch entschied er sich kein College zu besuchen, sondern eine Karriere als Musiker einzuschlagen, nachdem er einen Plattenvertrag bei Giant Records erhalten hatte.
Er benutzte als Rapper lediglich seinen Vornamen und veröffentlichte sein erstes Lied 1993 auf dem Soundtrack zum Film Meteor Man. Das Stück „Who Can“ wurde auch als Single ausgewählt. Charterfolge konnte er damit jedoch noch nicht erreichen. Dies änderte sich 1994 mit der ersten Auskopplung aus seinem selbstbetitelten Debütalbum. „Back in the Day“, ein nostalgisches Lied über Kindheitserinnerungen, wurde vor allem in den USA ein Erfolg, wo es in den Billboard Hot 100 die Spitzenposition 26 erreichte und mit der goldenen Schallplatte für 500.000 verkaufte Einheiten ausgezeichnet wurde. Auch im Vereinigten Königreich konnte sich der Titel für wenige Wochen in der Hitparade halten. Seine zweite Single, „You Gotta Be“, blieb jedoch erfolglos und auch der dazugehörige Langspieler erreichte nur die Billboard-Spartencharts „Heatseekers“ und „R&B Albums“.
Ahmads zweites Werk erschien daraufhin nie. Er warf der Musikindustrie vor nur den, seiner Meinung nach Gewalt innerhalb der afroamerikanischen Gemeinschaft befeuernden, Gangsta-Rap zu fördern und nicht seine Lieder, die die Los Angeles Times als überwiegend optimistisch, immer aufschlussreich und manchmal sehr lustig beschrieb. Ein weiterer Hinderungsgrund war nach Ahmads Überzeugung sein christlicher Glaube, den er ebenfalls in seiner Musik verarbeitete.
Ahmad beendete daher seine Solokarriere und gründete mit der Sängerin Tena Jones, seiner damaligen Ehefrau, die Gruppe 4th Avenue Jones, die Jazz-Rap mit Einflüssen von Soul und Rockmusik produzierte. Mit dieser Formation nahm er zu Beginn der 2000er-Jahre mehrere Alben auf, bevor sie sich 2005 auflöste und auch seine Ehe mit Tena Jones endete.
Enttäuscht und mittlerweile ohne große Rücklagen aus seiner Musikerlaufbahn gab Ahmad vorübergehend das Rappen auf und schrieb sich 2006 am Long Beach City College ein, wo er zwei Jahre danach als Jahrgangsbester seinen Abschluss machte. Dies führte dazu, dass er von der Jack-Kent-Cooke-Stiftung ein Stipendium für ein Studium der Soziologie an der Stanford University erhielt.
Während des Studiums wandte er sich wieder der Musik zu und nahm ein zweites Album, „The Death of Me“, auf, das 2010 erschien. Des Weiteren betätigte er sich als Songwriter, unter anderem für LMFAO und Flo Rida. Nach dem Erlangen seines akademischen Grads arbeitete er außerdem als Redner und Autor zum Thema persönliche Entwicklung.

## Diskografie
Alben
- 1994: Ahmad
- 2010: The Death of Me

Singles
- 1993: Who Can
- 1994: Back in the Day
- 1994: You Gotta Be